# Megachile mucorosa
Megachile mucorosa är en biart som beskrevs av Cockerell 1908. Megachile mucorosa ingår i släktet tapetserarbin, och familjen buksamlarbin. Inga underarter finns listade i Catalogue of Life.